# Sent Jan de Maruèjols e Avejan
Sent Jan de Maruèjols e Avejan (en francès Saint-Jean-de-Maruéjols-et-Avéjan) és un municipi francès situat al departament del Gard i a la regió d'Occitània.